# Storia dello Stoke City Football Club
La storia dello Stoke City Football Club, una squadra di calcio inglese di Stoke-on-Trent, copre gli anni dalla fondazione del club al giorno d'oggi. Lo Stoke Ramblers fu fondato nel 1863 e nel 1878 si spostò al Victoria Ground, che rimarrà il suo stadio casalingo per i successivi 119 anni. Nello stesso anno, la squadra si unì con lo Stoke Victoria Cricket Club, diventando così ufficialmente conosciuta come Stoke Football Club. Si unì alla Football League non appena essa fu fondata, ovvero nel 1888, diventando così il secondo club più vecchio di questa associazione. Nel 1928 il nome della squadra fu nuovamente e definitivamente cambiato in Stoke City Football Club, periodo in cui a Stoke-on-Trent venne conferito lo status di città. Il club cambiò stadio nel 1997 quando si trasferì al Britannia Stadium, una struttura con 28.383 posti a sedere; il Victoria Ground fu demolito dopo quell'anno.
Nella stagione 2007–2008, lo Stoke ha ottenuto la promozione dalla Football League Championship, la seconda serie del calcio inglese, potendo così giocare la stagione successiva nel massimo campionato inglese (attualmente chiamato Premier League), cosa che non succedeva dalla stagione 1984–1985, quando retrocedettero con un totale di 17 punti, un record talmente basso che non fu sorpassato per 21 stagioni. L'unico maggiore trofeo vinto dallo Stoke è stato la Football League Cup nel 1972, vinta battendo per 2-1 il Chelsea nella finale a Wembley davanti a 97.852 spettatori. Il club ha anche vinto l'Associate Members Cup - una competizione per le squadre nelle due più basse serie della Football League - nel 1992 e nel 2000.

## 1863–1930: i primi anni
Lo Stoke Ramblers fu fondato nel 1863 quando degli ex studenti della scuola di Charterhouse formarono un club mentre facevano da apprendisti alla costruzione della Ferrovia di North Staffordshire, che operava in Stoke-on-Trent. Il primo match documentato della squadra si svolse cinque anni dopo, il 17 ottobre 1868, al loro stadio originario, il Victoria Cricket Club Ground. Giocata contro il EW May's XV, la partita prevedeva quindici giocatori a testa si concluse 1–1. Durante lo svolgimento del match, il primo goal dello Stoke fu messo a segno dal capitano e fondatore Henry Almond. La squadra fece altre quattro apparizioni nel 1868, registrando la loro prima vittoria vincendo per 2–0 una partita contro il Newcastle-under-Lyme. Nel 1875, per fare i conti con gli spettatori sempre presenti in numero maggiore, il club si spostò ad un terreno a Sweetings Field, non molto lontano dal Victoria Cricket Ground. A quei tempi, le uniche partite fatte dallo Stoke erano amichevoli; questo cambiò quando venne creata la Staffordshire Football Association, che istituì una nuova competizione, la County Cup, che lo Stoke vinse la stagione inaugurale, battendo in finale i Talke Rangers per 1–0. In una partita della Coppa precedente, il club registrò quello che è ancora la maggiore vittoria ufficiale di sempre, un 26–0 sul Mow Cop. Lo Stoke si aggiudicò nuovamente la County Cup la stagione successiva, con un 2–1 contro il Cowbridge, e fu così identificato come la più grande squadra della zona.
Nel 1878, la squadra si unì allo Stoke Victoria Athletic Club e venne conosciuto come Stoke Football Club. Si spostò da Sweetings Field all'Athletic Club ground, che presto fu denominato Victoria Ground. Fu attorno a quei tempi che il club adottò la sua classica divisa a strisce rosse e bianche. Successivamente, nel 1881, partecipò alla nuova Birmingham Association Cup, sebbene fu battuto per 8–0 dall'Aston Villa nel primo turno. Nella stagione 1882–1883, raggiunse la finale della Staffordshire Senior Cup, ma fu battuta per 3–2 dal West Bromwich Albion. Il club decise di partecipare alla FA Cup per la prima volta nella stagione successiva; la competizione stessa fu fondata 11 anni dopo.
La minaccia di una rivale associazione calcistica, la British FA, forzò la Football Association a legalizzare il professionismo nel 1885; anche lo Stoke successivamente si convertì professionista l'agosto di quell'anno. Il club fu sconfitto di nuovo in FA Cup in una doppia sfida contro il Crewe Alexandra. In questa competizione, la prima vittoria della squadra arrivò nella stagione 1886–1887 con una vittoria per 10–0 sul Caernarfon Wanderers al Victoria Ground.
Lo Stoke divenne uno dei dodici membri fondatori della Football League nel 1888. L'allenatore della squadra, Harry Lockett, la rappresentò in una riunione a Londra, dove fu trattata la formazione del campionato. Lockett giocò un ruolo strumentale nel suo avvio e fu il primo segretario della lega; comunque dette le dimissioni dal suo ruolo di allenatore nell'agosto 1890, al fine di concentrarsi sulle sue responsabilità di lega. Lo Stoke lottò duramente nelle prime due stagioni, la 1888–1889 e la 1889–1890, ma finì all'ultimo posto in entrambe le occasioni. Il club fallì così nell'assicurarsi un posto nel campionato successivo e fu sostituito dal Sunderland. Di conseguenza, lo Stoke giocò la stagione 1890–1891 nella Football Alliance; alla fine di essa si ritrovò campione. La Football League fu espansa per includere quattordici club nella stagione 1891–1892, il che assicurò allo Stoke il ritorno in Football League, dove rimase per il resto del decennio. Nel 1897, nominò come allenatore Horace Austerberry, che nel 1899 divenne il primo nella storia del club a portare la squadra alle semifinali di FA Cup.
Lo Stoke ebbe problemi finanziari attorno al 1900, che in sostanza portarono alla perdita dello status di club della Football League. La squadra giocò così la Birmingham & District League dopo la retrocessione. Nel 1909, preferì schierare due squadre, una nella Birmingham & District League, e l'altra nella Southern League; lo Stoke vinse la seconda nel suo primo anno nella competizione. Giocò entrambi i campionati fino al 1915, quando la sua richiesta di tornare a far parte della Football League fu accettata. Comunque, lo scoppio della prima guerra mondiale fece sì che essa fu sospesa per quattro anni; ricominciò nell'agosto del 1919. Durante questo tempo, lo Stoke giocò la Lancashire Primary and Secondary leagues.
Il club divenne proprietario del Victoria Ground nel 1919. La tribuna Butler Street fu costruita poco dopo, aumentando la capacità totale dello stadio a 50.000 posti. Con il riavvio della Football League lo Stoke guadagnò la promozione dalla Second Division nella stagione 1921–1922 sotto la gestione Arthur Shallcross, ma retrocedette in quella successiva. Non riuscendo a risolvere il cattivo stato di forma della squadra, Shallcross si dimise nel marzo 1923. Subentrò successivamente Tom Mather, che non riuscì comunque a far risalire lo Stoke nel massimo campionato. Addirittura nella stagione 1925–1926 retrocedette ulteriormente. La permanenza nella Third Division North fu breve, dato che lo Stoke vinse il campionato immediatamente. Nel 1925, a Stoke-on-Trent fu conferito lo status di city del Regno Unito, cosa che portò il club a cambiare nome in Stoke City Football Club nel 1928.

## 1930-1960
Gli anni trenta videro il debutto del più famoso calciatore della squadra, Stanley Matthews. Matthews, che crebbe a Hanley, faceva d'apprendista nello Stoke ed esordì in prima squadra a 17 anni, nel marzo 1932 contro il Bury. Alla fine del decennio, si definì come uno dei migliori calciatori della sua generazione. Venne convocato per la prima volta nella nazionale inglese nel 1934, diventando così il primo giocatore dello Stoke in trenta anni a giocare per la patria. La squadra guadagnò la promozione dalla Second Division nella stagione 1932–1933, ma Matthews giocò solamente 15 partite, nonostante segnò la sua prima rete con la squadra in un 3–1 contro i rivali locali del Port Vale.
Nel 1934, la media si spettatori allo stadio salì ad oltre 24.000 persone, il che fece sì che l'allenatore Tom Mather avesse più fondi per i trasferimenti. Nonostante questo, i più importanti calciatori di quell'epoca furono giovani del posto, come Matthews, Tommy Sale e Frederick Steele. Mather si dimise dal suo ruolo di allenatore nel maggio 1935 e andò ad occupare la panchina del Newcastle United, mettendo fine alla sua carica durata 12 anni. Lo sostituì Bob McGrory poco dopo; aveva precedentemente militato come calciatore nella squadra 14 anni. Nella stagione 1935–1936 la squadra si classificò quarta nella First Division, a soli nove punti di distanza dai campioni del Sunderland. A questa seguirono due stagioni terminate a metà classifica. In queste lo Stoke registrò la sua massima vittoria in campionato, un 10–3 sul West Bromwich Albion nel febbraio 1937, partita nella quale Steele segnò 5 reti.
Nel 1938 si rumoreggiava che Matthews avesse intenzione di lasciare lo Stoke per proseguire la sua carriera. Questo portò ad un incontro a Kings Hall, dove furono presenti tremila persone più altre mille fuori. Matthews optò per rimanere, aiutando il club a classificarsi settimo nella stagione 1938–1939.
Lo scoppio della seconda guerra mondiale impedì ulteriori progressi e il campionato fu sospeso per sei anni. Con la ripresa della FA Cup, morirono 33 tifosi e 520 furono feriti durante il sesto round fuori casa contro il Bolton Wanderers quando la folla distrusse le barriere di protezione sulle gradinate.
A quei tempi, la squadra era formata principalmente la giocatori del posto venuti fuori dalle giovanili, inclusi Matthews, Sale e Steele, oltre al più recente Neil Franklin, che insieme agli altri formava la migliore difesa centrale del paese. Nella stagione 1946–1947 la squadra combatté seriamente per la conquista del campionato: nell'ultima giornata, una vittoria ne avrebbe garantito la conquista, ma la squadra perse contro lo Sheffield United 2–1, e il Liverpool si aggiudicò il titolo. Stanley Matthews se ne andò tre partite prima della fine della stagione per unirsi al Blackpool per 11.500 sterline. all'età di 32 anni. Nelle due stagioni susseguenti il club non riuscì più a competere per la vittoria del campionato, arrivando undicesimo prima e quindicesimo dopo.
Gli anni cinquanta non cominciarono molto bene per la squadra; avendo evitato la retrocessione nelle stagioni 1950–1951 e 1951–1952, soccombette quella successiva finendo penultima. Bob McGrory si dimise da allenatore nel febbraio 1952 dopo 17 anni di contratto. Il suo successore, Frank Taylor, consolidò la posizione del club in Second Division ma non riuscì a portarlo alla promozione, seppure ci andò vicino nella stagione 1954–1955, perdendola dper due punti. Il fallimento di Taylor nel far promuovere la squadra portò alle sue dimissioni nel giugno 1960, dopo un diciassettesimo posto nella stagione 1959–1960.

## 1960-1977: gli anni di Waddington
Nel 1960 lo Stoke faticò a portare tifosi al Victoria Ground, con la media spettatori che scese drasticamente sotto i 10.000 per la prima volta in quarant'anni. Tony Waddington fu nominato allenatore nel giugno 1960. Si era già unito al club nel 1952, prima di essere stato nominato assistente allenatore nel 1957. Nella sua prima stagione di carica, la 1960–1961, lo Stoke si classificò diciottesimo in Second Division. Gli spettatori erano ancora pochi; una partita contro il Preston North End ne riuscì infatti ad attrarre solamente 8.409 nel 1961. Comunque, Waddington riuscì a far tornare Stanley Matthews—ormai quarantaseienne—quattordici anni dopo che se ne era andato. Una folla di 35,974 persone assistette al ritorno del loro idolo, solamente due settimane dopo la partita con il Preston. Il ritorno di Matthews aiutò lo Stoke a risalire di otto posizioni nella stagione 1961–1962. La promozione fu ottenuta la stagione successiva, in una classifica che vide la squadra in testa. Nella prima stagione nella massima serie Waddington arrivò a circa metà classifica. Matthews fu ancora influente, in quanto aiutò seriamente la squadra nella Football League Cup del 1961, dove arrivò alle semifinali.
Waddington si basò sull'esperienza: Dennis Viollet, Jackie Mudie, Roy Vernon, Maurice Setters e Jimmy McIlroy furono giocatori da lui comprati verso il termine della loro carriera. Matthews fu premiato da cavaliere per i servizi resi al calcio dalla New Year's Honours list. Questo fu seguito dalla sua settecentounesima e ultima presenza in campionato, contro il Fulham nel febbraio 1965, poco dopo il suo compleanno. La sua carriera conterà 33 anni di gioco, tra cui 19 per il proprio paese nativo.
Gordon Banks, il portiere della Nazionale inglese Campione del Mondo nel 1966, venne acquistato dal Leicester nel 1967 per 52.000 sterline. Consideranto a quel tempo il migliore del mondo tra i pali, Banks dimostrò di essere un grande acquisto di Waddington, aiutando la squadra a rimanere fissa in First Division. Comunque, Banks fu costretto ad abbandonare il calcio ad alti livelli nel 1972, quando perse un occhio in un incidente stradale.
Il club vinse il suo primo ed unico trofeo maggiore il 4 marzo 1972, la Football League Cup. Lo Stoke vinse contro il Chelsea 2–1 nella finale a Wembley, di fronte a un pubblico di 97.852 spettatori. Prima di questa vittoria, la squadra aveva disputato undici partite per raggiungere la finale. Tra queste furono incluse le quattro con il West Ham United che valsero la semifinale. Lo Stoke fece bene anche nella FA Cup: arrivò alle semifinali sia nel 1970–1971 che nel 1971–1972, ma le perse entrambe in un replay contro l'Arsenal.
A Waddington si presentò un dilemma quando sia George Eastham che Peter Dobing si ritirarono poco dopo la vittoria di League Cup; scelse di pagare 240.000 sterline al Chelsea per le prestazioni di Alan Hudson nel 1974. Questo fu seguito dall'arrivo di Geoff Salmons dallo Sheffield United per 160.000 sterline nello stesso anno. Waddington successivamente arrivò a pagare quello che fu il record di soldi investiti per un portiere, comprando Peter Shilton dal Leicester City per 325.000 sterline. Questi rafforzamenti diedero più forza all'allenatore, e lo Stoke fu vicino a vincere il titolo nella stagione 1974–1975, ma un disastroso finale portò la squadra solamente al quinto posto, quattro punti distante dai campioni del Derby County.
Gli anni settanta videro per la prima volta lo Stoke competere a livello europeo. Si qualificò infatti per la Coppa UEFA nel 1972–1973 come risultato del trionfo in League Cup. Nel primo turno, la squadra giocò contro il Kaiserslautern, vincendo la gara d'andata 3–1 al Victoria Ground davanti a 22.000 spettatori; ma il risultato fu completamente diverso al ritorno, e la sconfitta per 4–0 rimediata a casa dei tedeschi sancì l'eliminazione degli inglesi a causa del totale 5–3. Lo Stoke si qualificò nuovamente per la Coppa UEFA due anni dopo, grazie al quinto posto rimediato nella stagione 1973–1974. In questa competizione lo Stoke fu però eliminato nuovamente al primo turno. Pareggiò infatti due volte con l'Ajax, rispettivamente 1–1 e 0–0, ma uscì a causa della regola dei gol fuori casa.
La copertura della Butler Stand fu abbattuta in una tempesta nel gennaio 1976. Questo significò dover giocare la gara successiva contro il Middlesbrough al Vale Park, casa dei rivali locali del Port Vale. Il costo dei lavori di riparazioni, attorno alle 250.000 sterline, misero il club davanti a guai finanziari che furono però esentati grazie alla svendita di Alan Hudson, Mike Pejic e Jimmy Greenhoff, per un ricavo totale di 440.000 sterline. Con la rosa decimata, la retrocessione si presentò irrimediabilmente alle porte del club nella stagione 1976-1977. Waddington, dopo una carica di 17 anni, lasciò il club dopo una sconfitta casalinga per 1-0 nel marzo 1977.

## 1977-1997
George Eastham, che era stato il secondo di Waddington, fu promosso allenatore nello stesso mese in cui abbandonò il precedente, ma la discesa verso la Second Division si dimostrò inarrestabile. Eastham così non rimase a lungo, andandosene nel gennaio 1978 dopo solamente 10 mesi di carica. Il cattivo andamento del club fu evidenziato dall'eliminazione in FA Cup contro la squadra dilettante del Blyth Spartans poco dopo. Alan Durban, proveniente dallo Shrewsbury Town, fu scelto come nuovo allenatore nel febbraio 1978. Durban ottenne la promozione in First Division nella sua prima stagione completa, la 1978-1979, grazie ad un terzo posto. Dopo aver consolidato la posizione del club in First Division, Durban se ne andò per il Sunderland nel 1981.
Richie Barker, il successore di Durban, fu incaricato allenatore nello stesso anno. Comprò subito Mickey Thomas dal Brighton & Hove Albion e Mark Chamberlain dal Port Vale, cominciando a costruire una squadra per la stagione 1982-1983. Thomas fu comprato per 200.000 sterline e fece più di 60 presenze nel club, ma fu venduto al Chelsea per 75.000 sterline nel 1984. Winger Chamberlain, un investimento di 135.000 sterline, si dimostrò utile in quanto il giocatore fece anche otto presenze con la Nazionale Inglese durante la sua permanenza allo Stoke. Barker invece fu meno fortunato sulla panchina del club; fu licenziato infatti alla sua seconda stagione, nel 1983-1984. Il nuovo allenatore, Bill Asprey, decise di ricomprare il veterano Alan Hudson, decisione che aiutò lo Stoke a salvarsi all'ultima giornata.
La stagione successiva, definita poi dai tifosi come The Holocaust Season (La stagione dell'Olocausto), si dimostrò disastrosa. Lo Stoke finì il campionato con soli 17 punti e appena tre vittorie, e si dimostrò la squadra che avrebbe realizzato meno punti nel campionato inglese per 21 anni (con il sistema di 3 punti a vittoria), fino a che il Sunderland non ruppe il record nella stagione 2005-2006. Mick Mills fu nominato allenatore-giocatore per la stagione 1985-1986, dopo che Asprey se ne andò nell'aprile 1985 per cattiva salute. Il suo primo compito fu quello di rafforzare la squadra dopo la retrocessione della stagione precedente, e finì l'anno con un piazzamento a metà classifica nella Second Division. La squadra raggiunse il quarto posto durante la stagione 1986-1987, in un periodo in cui vinse addirittura una partita per 7-2 contro il Leeds United, ma la squadra andò via via affievolendosi e alla fine della stagione finì ottava. Mills non fu capace di lottare per la promozione e fu esonerato nel novembre 1989, mossa dovuta anche al brutto inizio della stagione successiva nonostante il milione di sterline speso sul mercato. Il suo successore, James Alan Ball, fu il quinto allenatore della squadra in 10 anni. Peter Coates divenne presidente nel 1989, dopo molti cambi di presidenza durante gli anni ottanta.

## 1997-2008: Il Britannia Stadium
La stagione 1997-1998 videro lo Stoke spostarsi nel nuovo campo di gioco, il Britannia Stadium con 28.000 posti a sedere.

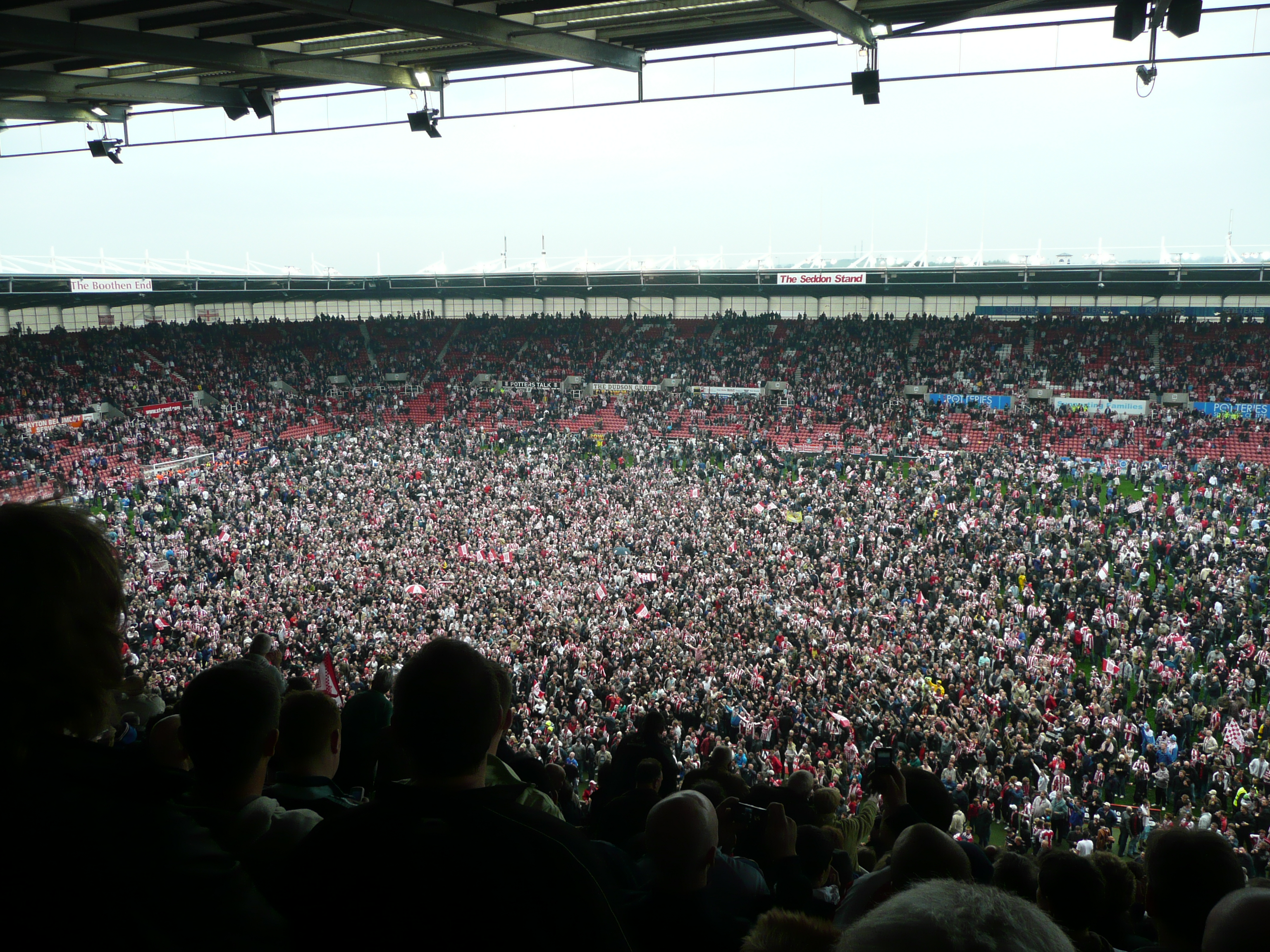
I tifosi dello Stoke City festeggiano dopo la promozione in Premier League il 4 maggio 2008.

## 2008-oggi: Promozione e Premier League
Il 4 maggio 2008, lo Stoke City conquistò la promozione per entrare in Premier League per la prima volta nella sua storia, dopo 23 anni di assenza nella massima serie. Il 18 luglio 2008 il club infranse il proprio record della massima spesa per acquistare un giocatore, comprando Dave Kitson dal Reading per 5,5 milioni di sterline. Il fine settimana successivo il Britannia Stadium ospitò il suo primo incontro di Premier League contro l'Aston Villa, che lo Stoke vinse nei minuti di recupero grazie a un goal di Mamady Sidibe.